# آرزال
آرزال (به فرانسوی: Arzal) یک کمون در فرانسه است که در موربیان واقع شده‌است. آرزال ۲۳٫۴۴ کیلومتر مربع مساحت دارد.